# Томи Лапид
Јозеф Томи Лапид (хебр. יוסף "טומי" לפיד‎, право име Томислав Лампел; Нови Сад, 27. децембар 1931 – Тел Авив, 1. јун 2008) је био израелски радио и телевизијски новинар, драматург, правник и политичар. Као политичар је био заговорник либералног секуларизма. Обављао је дужности заменика председника Владе Државе Израел и министра правде (2003-2004).

## Биографија
Лапид је рођен 27. децембра 1931. године у Новом Саду (Краљевина Југославија) у породици мађарских Јевреја. Родитељи су му били Бела Лампел и Каталин. Његова породица је на почетку Другог светског рата у Југославији, депортована у будимпештански гето, а његов отац је потом убијен у концентрационом логору. Лапида и његову мајку је сигурне смрти спасао Раул Валенберг, специјални изасланик Шведске у Будимпешти између јула и децембра 1944. године, који је издавао пасоше и пружио уточиште бројним Јеврејима у зградама означеним као шведска територија.
Након рата, преселили су се у Израел 1948. године, где добија посао у једном израелском листу на мађарском језику. Између 1950. и 1953. године је служио као радио-оператер у Израелским одбрамбеним снагама. Завршио је студије права 1957. године на Универзитету у Тел Авиву. Са супругом Шумалит је имао троје деце, међу којима је и син Јаир Лапид.

## Новинарска каријера
Новинарску каријеру је започео у једном израелском листу на мађарском језику, а касније је постао утицајни публициста и генерални директор Израелске радиодифузне управе и председник Уније кабловских телевизија. Добитник је највеће израелске награде за новинарству 1998. године.

## Политичка каријера
У политички живот је ушао крајем деведесетих година и убрзо постао председник странке. На изборима 1999. године, његова странка је добила девет мандата, а Лапид је први пут постао члан Кнесета. У време НАТО агресије на СР Југославију 1999. године, Лапид је јавно бранио српски народ и присећао се његове позитивне улоге у односу према Јеврејима за време Холокауста.
На изборима 2003. године, странка је освојила 15 мандата и постала трећа партија по снази. У Влади Аријела Шарона је био заменик председника Владе и министар правде између 28. фебруара 2003. и 4. децембра 2004. године.

## Други ангажмани
У јулу 2006. године, Лапид је именован за председника Саветодавног одбора Јад Вашема и изјавио је да то сматра „светом дужношћу“.
Такође је био председник Израелског шаховског друштва и почасни члан Фондације Раул Валенберг.

## Смрт
У тешком стању је 30. маја 2008. године пребачен у болницу у Тел Авиву. Преминуо је 1. јуна 2008. године, у 76. години, после борбе са раком.

## Наслеђе
Од марта 2011. године, некадашња Улица Нова 30 у Ветернику у Новом Саду, понела је нови назив - Улица Томија Лозефа Лапида. Таблу са именом улице су открили амбасадор Израела у Србији Артур Кол, градоначелник Новог Сада Игор Павличић и Шуламит Лапид, удовица Томија Лапида.